# Vardan
Vardan è un videogioco pubblicato nel 1989 per Commodore 64 dalla Italvideo di Castenaso. È un videogioco a piattaforme e sparatutto a scorrimento, con un eroe fantasy medievale che lotta contro mostri, ed è ispirato principalmente al classico arcade Ghosts 'n Goblins. Venne sviluppato da Alberto Frabetti, autore successivamente anche di Dragon's Kingdom, altro titolo per Commodore 64 simile a Ghosts 'n Goblins. Viene a volte citato erroneamente come Varidan a causa dei caratteri gotici usati nella schermata del titolo, che possono essere fraintesi.

## Modalità di gioco
Il gioco si svolge con visuale laterale e scorrimento orizzontale verso destra. Il protagonista Vardan può correre a destra e sinistra, saltare, salire scale a pioli, e gettare la lancia, che viene sparata in orizzontale con munizioni illimitate. Il salto non è deviabile in volo e non si può saltare un ostacolo se Vardan si trova proprio adiacente ad esso, caratteristica insolita che era presente anche nella versione Commodore 64 di Ghosts 'n Goblins. Vardan ha cinque vite e ne perde subito una se colpito dai nemici o se cade in un fossato.
Ci sono cinque livelli, con un limite di tempo per ciascuno. Una semplice mappa mostra il progresso fatto, come nella versione arcade di Ghosts 'n Goblins, ma solo a fine partita. Le ambientazioni comprendono foreste, rocce, ponti, sotterranei, costruzioni. A volte bisogna saltare su piccole piattaforme mobili sopra precipizi. Come oggetti da raccogliere si trovano solo bonus di punteggio.
I nemici comprendono api giganti, teschi che sparano proiettili, pipistrelli e altre mostruosità. Molti nemici richiedono di essere colpiti più volte e alcuni sono indistruttibili. Non ci sono boss di fine livello, ma si incontrano alcuni demoni molto grossi, e al termine del gioco si affronta il diavolo Holdarx.